# 卢修斯·艾利乌斯·拉米亚
卢修斯·艾利乌斯·拉米亚（拉丁語：Lucius Aelius Lamia，前43年—33年）是公元前43年罗马副执政官卢修斯·艾利乌斯·拉米亚之子，其父于任期内去世。公元3年被选为罗马执政官，此后担任过日耳曼尼亚、潘诺尼亚以及阿非利加行省的总督。公元22年被提贝里乌斯指派为使节出访叙利亚，但却被拘于罗马，此后再未亲自到过叙利亚。公元33年，其生命的最后几年中，出任为罗马的城市行政官。